# 格拉季日斯克
49°13′47″N 33°7′53″E / 49.22972°N 33.13139°E

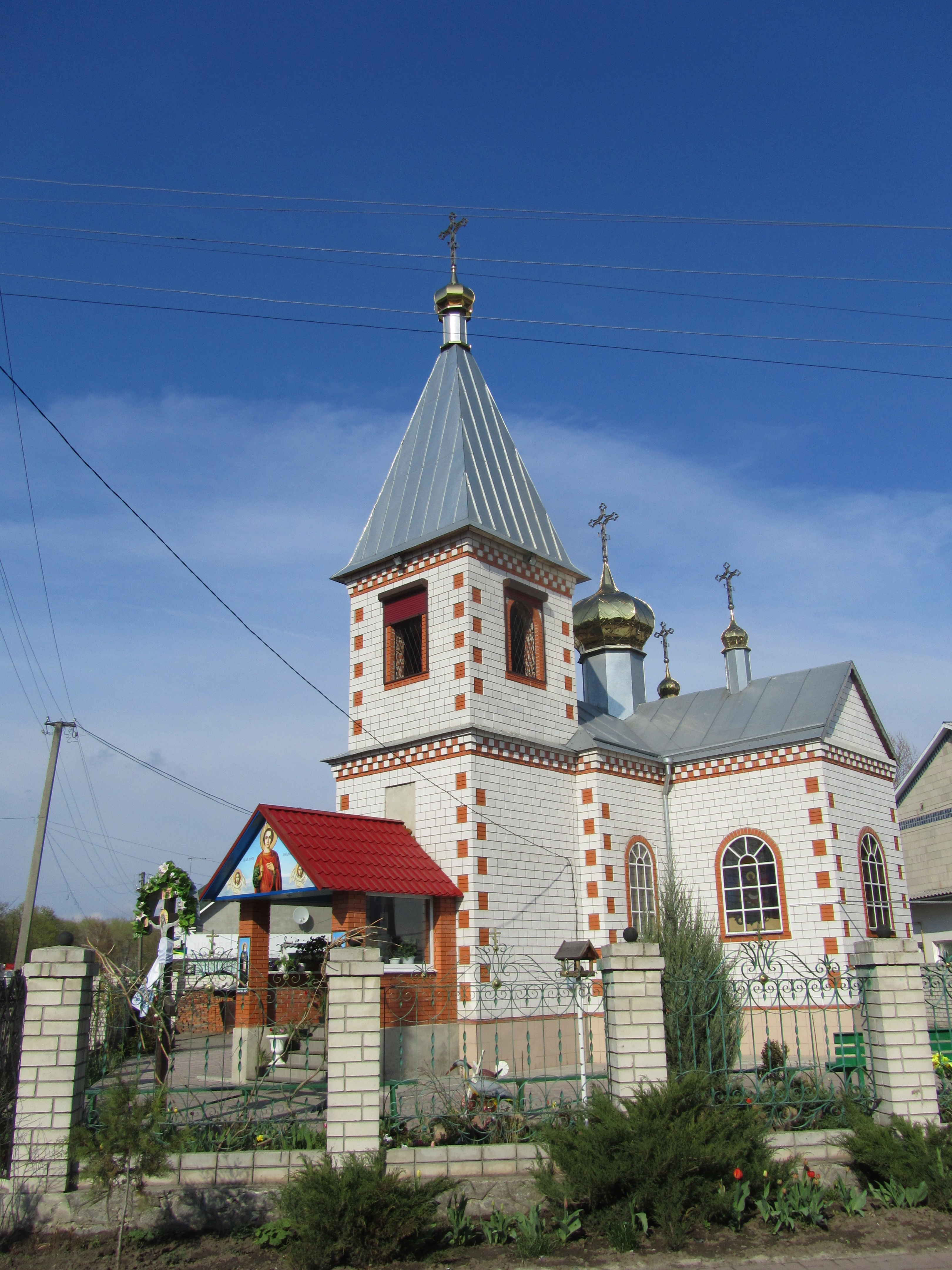
教堂

赫拉迪兹克（羅馬化：Hradyzk），又按俄语名译为格拉季日斯克，是烏克蘭中部波爾塔瓦州克雷门丘克区赫拉迪兹克市镇内的市級鎮及其行政中心。處於第聶伯河畔，始建於865年，面積20.87平方公里，2013年人口6,697，人口密度每平方公里320.89人。

## 備註
1. ↑  俄语：